# Yannick Sagbo
Yannick Sagbo (* 12. Juli 1988 in Marseille) ist ein ivorisch-französischer ehemaliger Fußballspieler.

## Karriere
Yannick Sagbo kam im Winter 2004 zum AS Monaco. Im Jahr 2010 wechselte Sagbo zum FC Évian Thonon Gaillard in die französische Ligue 2 und stieg mit seinem Verein direkt in die Ligue 1 auf. In der Saison 2011/12 erreichte Sagbo mit seinem Verein den Klassenerhalt und war mit zehn Toren der erfolgreichste Torschütze seiner Mannschaft.
Am 26. Juli 2013 unterschrieb er einen Zwei-Jahres-Vertrag beim englischen Erstligisten Hull City.
Sein bisher einziges Länderspiel für die ivorische Fußballnationalmannschaft absolvierte er am 10. August 2010 beim 1:0-Sieg in einem Freundschaftsspiel gegen Italien, als er in der 61. Minute für Seydou Doumbia eingewechselt wurde.